# North Fork of Long Island AVA
North Fork of Long Island AVA (anerkannt seit dem 10. Oktober 1986) ist ein Weinbaugebiet im US-Bundesstaat New York. Das Gebiet liegt im östlichen Teil des Verwaltungsgebiets Suffolk County und umfasst die nördliche Halbinsel an der nordöstlichen Spitze von Long Island. Die Weinberge der südlichen Halbinsel sind in der The Hamptons, Long Island AVA zusammengefasst. North Fork of Long Island ist Heimat von mehr als 30 Weingütern, die mehr als 1200 Hektar Rebfläche bewirtschaften.  
Das Mikroklima der Rebflächen wird dabei von den Wassermassen des  Atlantischen Ozeans des Long Island Sound und der Peconic Bay positiv beeinflusst. Die Wachstumsperiode der Reben ist in diesem Teil des Bundesstaates circa einen Monat länger als in anderen Regionen. Dies ermöglicht den Anbau der aus dem Bordeaux bekannten Rebsorten Merlot, Cabernet Sauvignon und Cabernet Franc.